# 奎特曼 (密蘇里州)
奎特曼（英語：Quitman）是位於美國密蘇里州諾德韋縣的普查規定居民點。

## 歷史
奎特曼的郵局於1860年設立，其後於1976年停運。

## 人口
根據2020年美國人口普查的數據，奎特曼的面積為0.41平方千米，皆為陸地。當地共有人口42人，而人口密度為每平方千米102.44人。